# Minor Threat
Minor Threat var et hardcore punk-band fra Washington D.C. fra 1980'erne. Selvom de var et kortlivet band havde de utrolig indflydelse på hardcorescenen i USA. De er hovedsageligt kendt for at have været den store inspirator for Straight Edge-bevægelsen med sangen af samme navn. Kritiker har kaldt Minor Threats musik for "ikonisk," og for deres "banebrydende" musik "set i forhold til deres samtid."
Sammen med bysbørnene Bad Brains var Minor Threat med til at sætte standarden for mange hardcorebands i 1980'erne og 1990'erne. Bandet lavede korte, oftest forbløffende hurtige sange af en høj produktionskvalitet, som på det tidspunkt var en mangel blandt Punk- og alternativ rock-produktioner. 

## Historie

### De tidlige år
Mens Ian Mackaye og Jeff Nelson gik på Wilson Highschool, spillede de i punk-bandet The Teen Idles. Efter at bandet var gået i opløsning, besluttede Mackaye at skifte fra bas til sang og organiserede Minor Threat sammen med Nelson, bassisten Brian Baker og guitaristen Lyle Preslar. Minor Threats første optræden var i 1980, hvor de opvarmede for Bad Brains.

### Minor Threat og In My Eyes
Deres første 7" EP, Minor Threat og In My Eyes, blev udgivet i 1981. Bandet blev populært regionalt og turnérede på USA's østkyst og midtvest. 
Sangen "Straight Edge", fra den første EP, hjalp med til at inspirere Straight edge-bevægelsen. Sangen lød som om at opkald til afholdenhed over for alkohol og andre stoffer, hvilket var nyt i rock musik, som til at begynde med fandt en lille, men hengiven følge. Andre fremtrædende grupper som derefter blev talsmænd for Straight Edge livsindstilling inkluderede SS Decontrol og 7 Seconds. 
En anden sang fra deres anden EP, "Out of Step", demonstrerede yderligere denne livsindstilling: "Lad vær med at ryge/lad vær drikke/lad vær med at kneppe/i det mindste kan jeg tænke/Jeg kan ikke blive ved/Jeg er ude af trit med verden". Jeget i teksten var kun en hentydning (hovedsageligt på grund af det ikke helt passede med rytmen i sangen), og nogle i bandet--hovedsageligt Jeff Nelson-- så det som en undtagelse for hvad de så som Mackayes arrogante attitude i sangen.
Minor Threats sang "Guilty for being White" ledte til nogle beskyldninger for racisme, men Mackaye har på det kraftigste afvist anklagerne og siger at nogle af lytterne har fejlfortolket hans ord. Slayer har senere lavet et covernummer af sangen, ved at de har skiftet det sidste ord ud i teksten fra "Guilty for Being White" skiftede de det ud med "Guilty for Being Right". I et interview i Steve Blush' bog "American Hardcore: A Tribal History", udtalte MacKaye at han var blevet fornærmet over, at nogle har opfattet racistiske overtoner i teksten.

## Kort splittelse og gendannelse
I tiden imellem udgivelsen af bandets anden 7"-EP og albummet "Out of Step" gik bandet imidlertid i opløsning, da guitaristen Lyle Preslar skulle flytte til Illnois for at gå på college. Under hans semester på "Northwestern University" var Preslar med i Big Black i nogle dramatiske øvere. I den samme periode lavede MacKaye og Nelson et studiesideprojekt under navnet Skewbald/Grand Union; set i bakspejlet af den langsomme tiltagende uoverensstemmelse blandt de to musikere, da de ikke kunne enes om et enkelt band navn. 
Gruppen indspillede tre unavngivne sange, der viste sig at blive Discords 50. udgivelse. Under den periode spillede Brian Baker også kortvarigt guitar i Government Issue og var med på EP'en Make an Effort. 
I marts 1981 droppede Preslar ud af college efter anmodning fra Bad Brainss H.R. og gendannede Minor Threat. Kort efter Minor Threat og In My Eyes blev genudgivet som First two 7"s on a 12". 
Da sangen "Out of Step" blev genindspillet til LP'en Out of Step, indsatte MacKaye en indtalt sektion, hvor han gav en forklaring på hvad "Straight edge" gik ud på: "Det er ikke et sæt regler..." En ideologisk dør var allerede åbnet, ikke desto mindre, i 1982, nogle Straightedge punks, nogle SS Decontrol-fans klaskede øl ud af hånden på folk ved klubber. Minor Threat ville ikke være med til at promovere den slags adfærd.

## Medlemmer
- Ian MacKaye – Sanger (1980-1983)
- Lyle Preslar – Guitar (1980-1983)
- Brian Baker – Bassist (1980-1982;Guitar(1982-1983)
- Steve Hansgen – Bassist (1982-1983)
- Jeff Nelson – Trommer (1980-1983)